# Campionatul Mondial de Scrimă din 2010
Campionatul Mondial de Scrimă din 2010 s-a desfășurat în perioada 4-13 noiembrie în Grand Palais-ul din Paris.

## Rezultate

### Masculin
| Probă                 | Aur                                                                       | Argint                                                                                | Bronz                                                                              |
| Spadă la individual   | Nikolai Novosjolov (EST)                                                  | Gauthier Grumier (FRA)                                                                | Gábor Boczkó (HUN) · Jean-Michel Lucenay (FRA)                                     |
| Spadă pe echipe       | Franța Gauthier Grumier Jérôme Jeannet Jean-Michel Lucenay Ulrich Robeiri | Statele Unite ale Americii Benjamin Bratton Weston Kelsey Cody Mattern Benjamin Ungar | Ungaria Gábor Boczkó Géza Imre András Rédli Péter Somfai                           |
| Floretă la individual | Peter Joppich (GER)                                                       | Lei Sheng (CHN)                                                                       | Gerek Meinhardt (USA) · Yuki Ota (JPN)                                             |
| Floretă pe echipe     | China Huang Liangcai Lei Sheng Zhang Liangliang Zhu Jun                   | Italia Valerio Aspromonte Andrea Baldini Stefano Barrera Andrea Cassarà               | Japonia Suguru Awaji Kenta Chida Ryo Miyake Yuki Ota                               |
| Sabie la individual   | Won Woo-young (KOR)                                                       | Nicolas Limbach (GER)                                                                 | Cosmin Hănceanu (ROU) · Veniamin Reșetnikov (RUS)                                  |
| Sabie pe echipe       | Rusia Nikolai Kovaliov Veniamin Reșetnikov Aleksei Iakimenko Artiom Zanin | Italia Aldo Montano Diego Occhiuzzi Luigi Samele Luigi Tarantino                      | România · Tiberiu Dolniceanu · Rareș Dumitrescu · Cosmin Hănceanu · Florin Zalomir |

### Feminin
| Probă                 | Aur                                                                                | Argint                                                                      | Bronz                                                           |
| Spadă la individual   | Maureen Nisima (FRA)                                                               | Emese Szász (HUN)                                                           | Tatiana Logunova (RUS) · Nathalie Moellhausen (ITA)             |
| Spadă pe echipe       | România · Simona Alexandru · Ana Maria Brânză · Loredana Iordăchioiu · Anca Măroiu | Germania Imke Duplitzer Britta Heidemann Ricarda Multerer Monika Sozanska   | Coreea de Sud Jung Hyo-jung Oh Yun-hee Park Se-ra Shin A-lam    |
| Floretă la individual | Elisa Di Francisca (ITA)                                                           | Arianna Errigo (ITA)                                                        | Nam Hyun-hee (KOR) · Valentina Vezzali (ITA)                    |
| Floretă pe echipe     | Italia Elisa Di Francisca Arianna Errigo Ilaria Salvatori Valentina Vezzali        | Polonia Karolina Chlewińska Sylwia Gruchała Katarzyna Kryczalo Anna Rybicka | Coreea de Sud Jeon Hee-sook Nam Hyun-see Oh Ha-na Seo Mi-jung   |
| Sabie la individual   | Mariel Zagunis (USA)                                                               | Olha Harlan (UKR)                                                           | Olena Homrova (UKR) · Sofia Velikaia (RUS)                      |
| Sabie pe echipe       | Rusia Dina Galiakbarova Iulia Gavrilova Svetlana Kormilițîna Sofia Velikaia        | Ucraina Olha Harlan Olena Homrova Halîna Pundîk Olga Jovnir                 | Franța Cécilia Berder Solenne Mary Léonore Perrus Carole Vergne |

## Clasament pe medalii
Legendă
  *   Țara gazdă
  *   România
| Loc   | Țară                       | Aur | Argint | Bronz | Total |
| ----- | -------------------------- | --- | ------ | ----- | ----- |
| 1     | Italia                     | 2   | 3      | 2     | 7     |
| 2     | Franța                     | 2   | 1      | 2     | 5     |
| 3     | Rusia                      | 2   | 0      | 3     | 5     |
| 4     | Germania                   | 1   | 2      | 0     | 3     |
| 5     | Statele Unite ale Americii | 1   | 1      | 1     | 3     |
| 6     | China                      | 1   | 1      | 0     | 2     |
| 7     | Coreea de Sud              | 1   | 0      | 3     | 4     |
| 8     | România                    | 1   | 0      | 2     | 3     |
| 9     | Estonia                    | 1   | 0      | 0     | 1     |
| 10    | Ucraina                    | 0   | 2      | 1     | 3     |
| 11    | Ungaria                    | 0   | 1      | 2     | 3     |
| 12    | Polonia                    | 0   | 1      | 0     | 1     |
| 13    | Japonia                    | 0   | 0      | 2     | 2     |
| Total | Total                      | 12  | 12     | 18    | 42    |